# Bernardo Espinosa
Bernardo José Espinosa Zúñiga (ur. 11 lipca 1989 w Cali) – kolumbijski piłkarz występujący na pozycji obrońcy w RCD Espanyol.